# Timbiriche Vaselina
Vaselina con Timbiriche, también conocido como Timbiriche Vaselina, es el quinto álbum de estudio del grupo musical mexicano Timbiriche y la banda sonora de la adaptación teatral de la obra musical Grease que sus integrantes protagonizaron en 1984.

## Antecedentes y desarrollo
Tras el lanzamiento de su cuarto álbum de estudio, Timbiriche enfrentaba un momento de transición, pues sus integrantes comenzaban a dejar de ser niños y el concepto de grupo de música infantil resultaba cada vez menos adecuado. Entre las ideas para renovar su imagen se consideró incluso un cambio de nombre a Cosmos. En este contexto, la actriz y productora Julissa propuso montar una versión infantil del musical Grease, idea que fue aceptada por su hermano, el productor Luis de Llano Macedo, y por el empresario Rómulo O'Farrill, ambos propietarios de la agrupación.
Para concretar el proyecto, las audiciones se organizaron de forma diferenciada: los integrantes de Timbiriche solo tuvieron que ser asignados a los personajes más adecuados, mientras que para el resto del elenco se realizaron pruebas abiertas en el Televiteatro 1 de la Ciudad de México. Los papeles principales fueron otorgados a niños con experiencia previa en el medio artístico o con vínculos con personalidades de la farándula, entre ellos: Eduardo Capetillo (hijo del actor y torero Manuel Capetillo), Luis Enrique Guzmán (hijo de Silvia Pinal y Enrique Guzmán, y hermano de Alejandra Guzmán, quien también audicionó), Alex Ibarra (hermano de Benny Ibarra e hijo de Julissa y Benny Ibarra), Usi Velasco, Lolita Cortés (hija del actor Ricardo Cortés y la cantante Dolores Jiménez), Stephanie Salas (hija de Sylvia Pasquel y nieta de Silvia Pinal), Héctor Suárez Gomís (hijo del actor Héctor Suárez y la presentadora Pepita Gomís) y Claudia Ivette, conocida por su participación en programas como Hogar dulce hogar, Odisea Burbujas (como Mimoso Ratón) y Chiquilladas.
Además, se realizaron visitas a escuelas y se seleccionaron nuevos talentos que debutarían en el escenario, como Angélica Ruvalcaba, José Antonio Noriega, Cecilia Tijerina, Thalía y Edith Márquez, junto con otros niños de entre 10 y 14 años. Tanto Capetillo como Thalía y Márquez se unirían posteriormente a Timbiriche como integrantes oficiales.
La obra Vaselina se estrenó el 8 de marzo de 1984 en los Televiteatros de la Ciudad de México, convirtiéndose en un éxito comercial y catapultando a los jóvenes intérpretes a la fama. Debido a la edad de los protagonistas, la trama original —ambientada en una preparatoria— fue adaptada para desarrollarse en una secundaria.

## Reparto
- Benny Ibarra (Danny Seco) Protagonista de la obra, es el líder de los Rebeldones. Durante las vacaciones conoce y se enamora de Sandy con quien tiene un gran amor de verano que termina con el regreso a clases. Sin saberlo, ella se inscribe más tarde en el mismo instituto donde él y el resto de la pandilla estudian.
- Sasha Sokol (Sandy Tontales) Protagonista del musical. Es la chica nueva en la Secundaria Nacional; es una niña muy inocente y un tanto introvertida, inmediatamente se hace amiga de Frenchy y en un inicio es aceptada en el grupo de las "panteras negras", pero comienza a incomodarlas por no ser tan rebelde como ellas.
- Diego Schoening (Kiko). Es el mejor amigo de Danny, pertenece también a la pandilla de los rebeldones y logra comprar un auto que bautiza como "Rayo rebelde". Es pareja de Sonia.
- Mariana Garza (Sonia). Es la líder de las "panteras negras"; tiene un carácter fuerte y rebelde que contraviene los cánones femeninos de la época, razón por la cual le resulta chocante la actitud inocente y virginal de Sandy. Ella hace pareja con Kiko.
- Eduardo Capetillo (Lalo). Miembro de los rebeldones, le apodan el 05 por estar todo el tiempo quejándose. Es pareja de Chiquis
- Alix Bauer (Chiquis). Su apodo deviene de ser las más joven de las panteras negras, le gusta comer mucho y pasar el tiempo con Lalo.
- Luis Enrique Guzmán (Tacho). De los rebeldones, es el más flojo e irresponsable para la escuela, reprueba constantemente y le gusta perder el tiempo. A veces sale con Licha.
- Paulina Rubio (Licha). Es la chica más frívola y coqueta de las panteras negras. Le gusta andar a la moda y tiene muchos novios.
- Alex Ibarra (Memo). Es el miembro más joven de los rebeldones, ya que por su mala conducta es adelantado a la secundaria. Sueña con convertirse en una gran estrella de rock, quiere mucho a Frenchy.
- Usi Velasco (Frenchy). Es la mejor amiga de Sandy y la integrante más noble de las panteras negras. Su sueño es convertirse en una gran cultora de belleza, razón por la cual abandona la secundaria para estudiar lo que desea; sin embargo, no le va muy bien. Ella está enamorada de Memo.
- Erik Rubín (Eugenio). Es el chico nerd de la Secundaria Nacional, constantemente molestado por los rebeldones por su timidez y torpeza social. Constantemente acompaña a Paty.
- Stephanie Salas (Paty). Es la chica más aplicada de la Secundaria Nacional, pero a diferencia de Eugenio, ella es extrovertida, es parte de las porristas y flirtea con Danny.
- Mireya Ojeda (Seño Torres)... La maestra cascarrabias de la Secundaria Nacional a la que muchos temen y odian.
- Claudia Ivette (Chacha di Gregorio II).
- Héctor Suárez Gomís (Ricky Rockero). Locutor estrella de la radio y antiguo estudiante de la Secundaria Nacional, cuya voz enamora a todas las panteras negras.
- Martin Ávila (Johnny Casino). Gran cantante de Rock & Roll que ameniza el baile escolar de la Secundaria Nacional.
- Vicente López Nadal (El Ángel). Alegoría de la conciencia de Frenchy que en su fantasía la guía por el camino correcto después de fallar en la escuela de belleza.
- Angélica Ruvalcaba (Cha Cha)[4]

### Ensamble
Thalía, Edith Márquez, Lolita Cortés, Rocio McDonel, Begoña Gutiérrez, Jacinta Cordova, Kenya Hijuelos, José Antonio Tato Noriega, Julie Álvarez, Gabriela Márquez, Alina Ostrosky, Fresa, Raul Lugo, Fernanda Meade, Mirtha F. Del Rio, Alberto Bezares, Mauricio Bello, Arturo Hernández, Josu Garritz, Cecilia Tijerina.

## Créditos
Coreografía: Martin Allen
Dirección y traducción: Julissa
Producción: Luis de Llano Macedo
Dirección vocal: Héctor Ortiz
Escenografía: David Anton
Vestuario: Rita Macedo
Regidores Martha Zavaleta y Mario Bezares.

## Realización
- Productor: Luis De Llano Macedo
- Dirección y traducción: Julissa
- Coreografía: Martin Allen
- Productor Ejec.: Mario De Llano
- Vestuario: Rita Macedo
- Gerente de prod.: José Luis Peña
- Escenografía: David Anton
- Asesoría Artística: Martha Zavaleta
- Iluminación: Alejandro Reyes
- Asesoría Coreográfica: Mario Bezares
- Coordinación: Pilar Campos
- Diseño peinados: Juan Álvarez y Cristina Of London
- Producción: Raúl y Alfonso González Biestro
- Para: dellano y asociados
- Dirección musical: Samuel Zarzosa
- Arreglos de Bases: Samuel Zarzosa y Rey Morris
- Arreglos de metales: Samuel Zarzosa y Ricardo Toral
- Arreglos de cuerdas: Samuel Zarzosa
- Dirección de coros y voces: Héctor Ortiz
- Grabado y mezclado en proaudio por: Alfonso González Biestro
- Batería: Samuel Zarzosa
- Bajo: Óscar Rountree
- Guitarras: Ray Morris y Hugo López
- 1a. Guitarra: Ray Morris
- Piano: Ricardo Toral
- Sax Tenor: José Ballote
- Metales y cuerdas: Elementos del SUTM
- Coros adicionales: María Fernanda Mesde, Baby Batiz, Marilu Ubano y Claudia Piza
- Música original de Casey y Jacobs
- Letras y créditos de la obra: Julia I. De Llano
- Eduardo Capetillo aparece por cortesía de Discos Orfeón

## Crítica
El programa de televisión "Historias Engarzadas" de TV Azteca, dedicó dos de sus emisiones sabatinas a los pormenores que ocurrieron durante la temporada de Vaselina con Timbiriche. Salieron a la luz pública las travesuras, los conflictos y las rivalidades que existieron entre algunos de los integrantes.
Entre fiestas, noviazgos y maldades subidas de tono, se dio a conocer que los dos integrantes que más sufrieron durante su estancia en la obra fueron Erik Rubín y Lolita Cortés. Erick era víctima de bromas pesadas y malos tratos por la novatada que aún sufría tras haberse recién incorporado al grupo timbiriche. En el caso de Lolita Cortés era marginada y criticada por tener mayor preparación que el resto del elenco.

## Lista de canciones

### En formato LP
Todas las canciones escritas y compuestas por Jim Jacobs, Warren Casey; Adapt.: Julia I. De Llano. 
| Lado A | |          |  |
| N.º    | Título | Duración |  |
| 1.     | «Alma mater» ( Todos )                                                                                         | 1:15     |  |
| 2.     | «El ratón» (Todos)                                                                                             | 1:03     |  |
| 3.     | «Noches de verano» (Benny y Sasha; 2.ª voces: Diego, Usi, Alix, Eduardo, Alex, Mariana, Paulina, Luis Enrique) | 3:23     |  |
| 4.     | «Amor primero» (Alex)                                                                                          | 2:07     |  |
| 5.     | «Freddy mi amor» (Paulina)                                                                                     | 2:26     |  |
| 6.     | «Rayo rebelde» (Diego)                                                                                         | 3:14     |  |
| 7.     | «Los tristones» (Eduardo y Alix)                                                                               | 2:07     |  |
| 8.     | «Sandra Dee» (Mariana)                                                                                         | 1:32     |  |
| 9.     | «Iremos juntos» (Todos)                                                                                        | 3:32     |  |

Todas las canciones escritas y compuestas por Jim Jacobs, Warren Casey; Adapt.: Julia I. De Llano. 
| Lado B |                                                    |          |  |
| N.º    | Título                                             | Duración |  |
| 1.     | «Baile escolar» (Todos)                            | 2:21     |  |
| 2.     | «Hay lluvia en la noche de baile» (Sasha)          | 1:58     |  |
| 3.     | «El rock nació conmigo» (Martín)                   | 3:34     |  |
| 4.     | «Vuelve a la escuela» (Vicente)                    | 2:53     |  |
| 5.     | «El autocinema» (Benny)                            | 2:08     |  |
| 6.     | «Reina de la fiesta» (Luis Enrique y Alex)         | 1:43     |  |
| 7.     | «Cosas peores» (Mariana)                           | 2:23     |  |
| 8.     | «Reprise de Sandra Dee» (Sasha)                    | 1:23     |  |
| 9.     | «Flechado estoy» (Benny y Sasha, 2.ª voces: Todos) | 2:43     |  |

### En formato CD
Todas las canciones escritas y compuestas por Jim Jacobs, Warren Casey; Adapt.: Julia I. De Llano. 
| Vaselina | |          |  |
| N.º      | Título | Duración |  |
| 1.       | «Alma mater» ( Todos )                                                                                         | 1:15     |  |
| 2.       | «El ratón» (Todos)                                                                                             | 1:03     |  |
| 3.       | «Noches de verano» (Benny y Sasha; 2.ª voces: Diego, Usi, Alix, Eduardo, Alex, Mariana, Paulina, Luis Enrique) | 3:23     |  |
| 4.       | «Amor primero» (Alex)                                                                                          | 2:07     |  |
| 5.       | «Freddy mi amor» (Paulina)                                                                                     | 2:26     |  |
| 6.       | «Rayo rebelde» (Diego)                                                                                         | 3:14     |  |
| 7.       | «Los tristones» (Eduardo y Alix)                                                                               | 2:07     |  |
| 8.       | «Sandra Dee» (Mariana)                                                                                         | 1:32     |  |
| 9.       | «Iremos juntos» (Todos)                                                                                        | 3:32     |  |
| 10.      | «Baile escolar» (Todos)                                                                                        | 2:21     |  |
| 11.      | «Hay lluvia en la noche de baile» (Sasha)                                                                      | 1:58     |  |
| 12.      | «El rock nació conmigo» (Martín)                                                                               | 3:34     |  |
| 13.      | «Vuelve a la escuela» (Vicente)                                                                                | 2:53     |  |
| 14.      | «El autocinema» (Benny)                                                                                        | 2:08     |  |
| 15.      | «Reina de la fiesta» (Benny y Sasha)                                                                           | 1:43     |  |
| 16.      | «Cosas peores» (Mariana)                                                                                       | 2:23     |  |
| 17.      | «Reprise de Sandra Dee» (Sasha)                                                                                | 1:23     |  |
| 18.      | «Flechado estoy» (Benny y Sasha, 2.ª voces: Todos)                                                             | 2:43     |  |

### Canciones
1. Alma Mater (Todos) (Principales)
2. El ratón (Todos) (Principales)
3. Noches de verano (Benny y Sasha) (Danny y Sandy) 2.ª voces: (Diego, Usi, Alix, Eduardo, Alex, Mariana, Paulina, Luis Enrique) (Kiko, Frenchy, Chiquis, Lalo, Memo, Sonia, Licha, Tacho)
4. Amor primero (Alex) (Memo)
5. Freddy mi amor (Paulina) (Licha)
6. Rayo rebelde (Diego) (Kiko)
7. Los tristones (Eduardo y Alix) (Lalo y Chiquis)
8. Sandra Dee (Mariana) (Sonia)
9. Iremos juntos (Todos) (Principales)
10. Baile escolar (Todos) (Principales)
11. Hay lluvia en la noche del baile (Sasha) (Sandy)
12. El rock nació conmigo (Martín) (Johnny Casino)
13. Vuelve a la escuela (Vicente) (El Ángel)
14. El autocinema (Benny) (Danny)
15. Reina de la fiesta (Benny y Sasha) (Danny y Sandy)
16. Cosas peores (Mariana) (Sonia)
17. Reprise de Sandra Dee (Sasha) (Sandy)
18. Flechado estoy (Benny y Sasha) (Danny y Sandy) 2.ª voces: (Los demás) (Principales)

## Antecedentes de grabación
- La obra causó  furor en aquél entonces, tanto que el público llenaba el Televiteatro porque iban a ver a Timbiriche, pero específicamente a Benny y a Sasha.
- Lolita Cortés poseía una de las mejores voces. Por su talento y preparación fue elegida para sustituir y representar todos los personajes.
- En el ensamble y en la misma obra de Timbiriche Vaselina de 1984 participaron niños que posteriormente formarían parte de Timbiriche (Eduardo Capetillo, Thalía, Edith Márquez y Kenya Hijuelos).
- Inicia un romance entre Mariana Garza y Eduardo Capetillo, quienes más tarde fueron colegas del grupo musical.
- Fue la obra más vista de 1984 y 1985, hasta que el Terremoto de 1985 que afectó gran parte de la Ciudad de México, destruyera los Televiteatros (hoy Centro Cultural Telmex).
- Amor Primero se convirtió en un gran éxito de Timbiriche y actualmente es una de las canciones más recordadas de la banda, tanto que llega a pensarse en ella como una gran canción que forma parte de la etapa infantil del grupo, sin considerarse que proviene realmente de la obra musical Vaselina. La canción no es interpretada por ninguno de los miembros del grupo; Alejandro Ibarra es quien la grabó a partir de su personaje de "Memo", quien tiene un breve número musical con esta canción. A pesar de esto, en los reencuentros de Timbiriche, durante el medley de Vaselina, la canción siempre es interpretada por Erik Rubín.
- Mariana Garza estuvo a punto de abandonar el grupo y ser la primera ex-timbiriche, pues decía que el grupo la distraía de sus actividades escolares. Pero finalmente decidió abandonarlo 3 años más tarde.
- Sin querer Mariana Garza, Eduardo Capetillo, Angélica Ruvalcaba, Alejandro Ibarra y Hector Suárez Gomis se conocieron antes de que fueran compañeros de elenco en Alcanzar una estrella.
- Julissa echó mano de Martha Zavaleta para representar la autoridad, quien con mano de hierro jugó el papel de la encargada de dar disciplina en la compañía y cimentar bases en la carrera profesional del joven elenco.
- Mario Bezares se integró al equipo de Vaselina como asistente de coreografía. Por su edad y forma de ser, se convirtió en amigo y confidente de los niños del elenco.

## Integrantes
- Diego, Paulina, Mariana, Benny, Alix, Sasha, Erick.